# Tealogia
La tealogia (in lingua inglese: thealogy) è la riflessione teologica sul divino secondo la critica femminista.
In tal senso il termine "tealogia" intende indicare in senso descrittivo la riflessione su Dio, la Dea o le dee, oppure evidenziare, nella sua accezione critica e iconoclasta, l'androcentrismo proprio della ricerca teologica tradizionale].

## Origini
Il termine fu utilizzato per la prima volta, in tali significati, dalla femminista e accademica canadese, di tradizione ebraica, Naomi Goldenberg nel suo Changing of the Gods: Feminism and the End of Traditional Religions  del 1979. Intenzione della Goldenberg fu quello di spostare il discorso teologico dal Dio dalle caratteristiche maschili alla Dea dalle caratteristiche femminili, da qui lo spostamento semantico in "tea" (dal greco antico θεά, thea: "dea"). 

## Distinzioni tra "tealogia" e "teologia" in ambito femminista
Il termine "tealogia" è un termine "ombrello" che intende raccogliere due diversi approcci al divino femminile: quello inerente alle religioni ebraica e cristiana, teo/alogia facendo riferimento in questo caso alle nozioni femminili della divinità monoteistica quali, ad esempio, "Ḥokhmah", "Shekhinah" e "Sophia", presenti nei testi religiosi di quelle fedi; quello riguardante un approccio non cristiano al divino femminile, inerente quindi all'alveo cosiddetto "pagano" il quale invece rigetta la religione tradizionale monoteistica portatrice, a detta di questa critica tealogica, di una salvezza maschile, spesso fondata sulla redenzione della sessualità femminile.
Ambedue questi approcci condividono una lettura ecofemminista e il tentativo di centrare il discorso sull'esperienza femminile, in particolar modo quello delle "madri". Se ambedue gli approcci contestano la relazione con il divino di genere patriarcale, conservano anche delle opposizioni tra loro, in particolar modo tra le femministe cristiane e quelle devote alla Dea. Così, ad esempio, alle femministe cristiane viene contestato il fatto di individuare l'aspetto femminile di un Dio che,  pur risultando simile a una "madre", non è una divinità "madre", mentre alle femministe "pagane" viene contestato il fatto che l'aspetto femminile del sacro in una divinità che media le forze della natura risulta lontana dalla storia delle donne e in fin dei conti inutile alla loro causa.
Il termine tealogia è stato ripreso da altre teologhe femministe tra cui Charlotte Caron in To Make and Make Again: Feminist Ritual Thealogy e Carol Patrice Christ in Laughter of Aphrodite: Reflections on a Journey to the Goddess. Nel primo caso, l'autrice Charlotte Caron intende considerare la tealogia frutto dell'esperienza del divino da parte delle donne che tenta di arrivare a una concezione dello stesso non sessuata, sia se si prenda in considerazione il divino come Dio, Dea o nozioni simili. Nel secondo caso Carol Patrice Christ individua la tealogia come luogo di riflessione della sacralità della terra e della necessità di comunione con le antiche dee custodi della stessa.
Obiettivo della "tealogia" è la lotta attiva contro il patriarcato presente nelle riflessioni teologiche tradizionali. Secondo Carol Patrice Christ si evidenzia come vi sia nella "tealogia" il primato del "simbolo"  in evidente contrasto con il primato della "spiegazione" nella "teologia".
In questo senso la "tealogia" si esprime innanzitutto per mezzo dell'arte, del rito, della musica e della letteratura, in quanto, secondo l'approccio tealogico, l'esperienza concreta del divino risulterebbe di gran lunga più significativa delle discussioni e dei dibattiti filosofici sulla sua natura o sulla sua esistenza, questi propri della "teologia".